# 希尔塔赫
希尔塔赫（德語：Schiltach，發音：[ˈʃɪltax] ⓘ）是德国巴登-符腾堡州弗赖堡行政区罗特韦尔县的城市，面积34.21平方千米，2023年12月31日人口为3,725人。